# نهر أومبكوا
نهر أومبكوا (بالإنجليزية: Umpqua River) هو نهر يقع على ساحل المحيط الهادئ في ولاية أوريغون الأمريكية، ويمتد على طول حوالي 111 ميل (179 كـم). يعد النهر أحد الأنهار الرئيسية لساحل أوريغون والمعروف بباس أند شاد، حيث يصرف النهر شبكة واسعة من الوديان في الجبال غرب سلسلة كاسكيد وجنوب وادي ويلاميت، والتي تفصلها عنها جبال كالابويا. ينطلق النهر من مصدره شمال شرق روزبورغ، يتدفق إلى الشمال الغربي عبر سلسلة ساحل أوريغون ويصب في المحيط الهادئ في خليج وينشستر. يتدفق النهر وروافده بالكامل تقريبًا داخل مقاطعة دوغلاس، والتي تشمل معظم مستجمعات المياه في النهر من منطقة كاسكيد إلى الساحل. تشكل شركة هاندرد فاليز أومبكوا قلب صناعة الأخشاب في جنوب ولاية أوريغون، وتتركز بشكل عام في روزبورغ.
يتألف الأمريكيون الأصليون في مستجمعات المياه في أمبكوا من عدة قبائل، مثل شعب أمبكوا للمنطقة السفلى والعليا (التي سمي النهر بها)، شعب كالابويا. شهدت هذه القبائل جزءا كبيراً من الفيضان العظيم لعام 1862، والذي ارتفع خلاله نهر أمبكوا والأنهار الأخرى إلى مستويات عالية لدرجة أن أقدم السكان الأصليين لم يشهدوا فيضانًا أكبر من قبل.

## مسار
يرتفع نهرا أمبكوا الشمالي والجنوبي في شلالات أوريغون الجنوبية، ويتدفقان عمومًا غربًا لأكثر من 100 ميل (160 كـم) ليندمجا إلى ما يقرب من 6 ميل (10 كـم) شمال غرب روزبورغ. في المصطلحات الحديثة، يُؤخذ "وادي أومبكوا" أحيانًا للإشارة إلى الروافد السفلية المأهولة بالسكان في جنوب أمبكوا جنوب روزبورغ، على طول طريق الطريق السريع 5. يرتفع نهر أمبكوا الشمالي من ذوبان الجليد ويعتبر واحدة من تيارات سلمون قوس قزح الرئيسية الصيفية في الغرب.
من روزبورغ، يتدفق أوملكوا بشكل عام إلى الشمال الغربي عبر الوديان الزراعية الواسعة في سلسلة ساحل أوريغون في مسار أفعواني بعد مستوطنة أومبكوا ومدينة إلكتون. في إلكتون يتحول إلى الغرب عبر واد ضيق بعد سكوتسبيرغ، والذي يقع على رأس المد. في هذه المرحلة، يصبح نهر أومبكوا صالحًا للملاحة. ثم يدخل خليج وينشستر على المحيط الهادئ بالقرب من ريدسبورت. يستقبل نهر سميث من الشمال بالقرب من مصبه على خليج وينشستر. تحمي منارة ضوء نهر أومبكوا السفن التي تقترب من مصب النهر.
يعد أومبكوا واحدًا من أربعة أنهار رئيسية في ولاية أوريغون تبدأ في أو شرق جبال كاسكيد وتصل إلى المحيط الهادئ. الأنهار الأخرى هي نهر روغ (في ولاية أوريغون) ونهر كلاماث (يتدفق من ولاية أوريغون إلى كاليفورنيا) ونهر كولومبيا (يتدفق من كولومبيا البريطانية إلى واشنطن والمحيط الهادئ بين أوريغون وواشنطن).

### الروافد
الروافد الرئيسية لنهر أومبكوا من منبعه إلى مصبه هي:
- نهر أمبكوا الشمالي

- نهر أمبكوا الجنوبي

- وادي هيدن

- كالابويا كريك

- ميل

- هوبارد

- بوتل،

- كوغار،

- وولف،

- باول،

- ليونارد،

- باسين،

- لوست كانيون

- غالاغر كانيون.

- يلو كريك،

- ديب غولش

- ماكجي،

- اجنر،

- مارتن،

- برادس،

- ويليامز،

- وايت هورس،

- ميهل،

- فيتزباتريك،

- هدين.

علاوة على ذلك يحتوي نهر أوبكوا أيضا على الروافد الآتية:
- إلك كريك

- غراب

- هارت

- بينر

- غولد

- ساوير

- باراديس

- سطوني بروك

- ليتل ستوني بروك كريكس

- سكوت

- بتلر

- لوتسنجر

- ويذرلي

- بورشارد

- جولدن

- ويلز

- وليتل ميل كريك

- ميل كريك

- يليه لودر

- شارلوت

- فرانكلين

- تشارلي الهندي

- هارفي

- ودين كريكس

- سميث ريفر

- شولفيلد

- بروفيدنس

- وينشستر.

## تاريخ
في أوائل القرن التاسع عشر، تنازلت قبيلة أمبكوا في المنطقة العليا عن معظم أراضيها للحكومة الأمريكية في معاهدة عام 1854. وتمت الموافقة مع وشعب كالابويا على الانتقال إلى محمية في مقاطعة لينكولن كجزء من قبائل سيليتز الكونفدرالية.
إستوطن نهر أمبكوا من قبل مجموعات مختلفة من الهنود: في المقام الأول الأثاباسكان، وتاكلمان، ويونكالا (شعب كالابويان) في الشمال، وكيتش (أومبكوا السفلى).
في الفيضان العظيم عام 1862، كان نهر أومبكوا أكبر فيضان معروف لجميع الهنود في المنطقة في ذلك الوقت، وكانت المياه من 10 إلى 15 قدم (3.0 إلى 4.6 م) أعلى من فيضان 1853. ارتفع من 3 نوفمبر إلى 3 ديسمبر، وانحسر لمدة يومين ثم ارتفع مرة أخرى حتى 9 ديسمبر. في أومبكوا العالي، انقطع الاتصال فوق نهر سكوتسبرغ، وكان النهر مليئًا بالمنازل العائمة والحظائر والسكك الحديدية والمنتجات. جرف نهر كوكيل ممتلكات المستوطنين. كما حدثت أضرار جسيمة في نهر روغ وعلى تيارات صغيرة أخرى.

## الترفيه
نهر أومبكوا هو وجهة شهيرة لصيد الأسماك وركوب الرمث في المياه البيضاء. يحتوي على نسبة عالية من سمك السلمون المرقط، كما أنه موطن للسلمون وسمك الحفش والباس والشاد. هناك العديد من المخيمات ومتنزهات إر في على نهر أومبكوا، وبعضها يوفر التخييم على ضفاف النهر، ومنحدرات القوارب، والاستحمام بالماء الساخن.

## معرض الصور

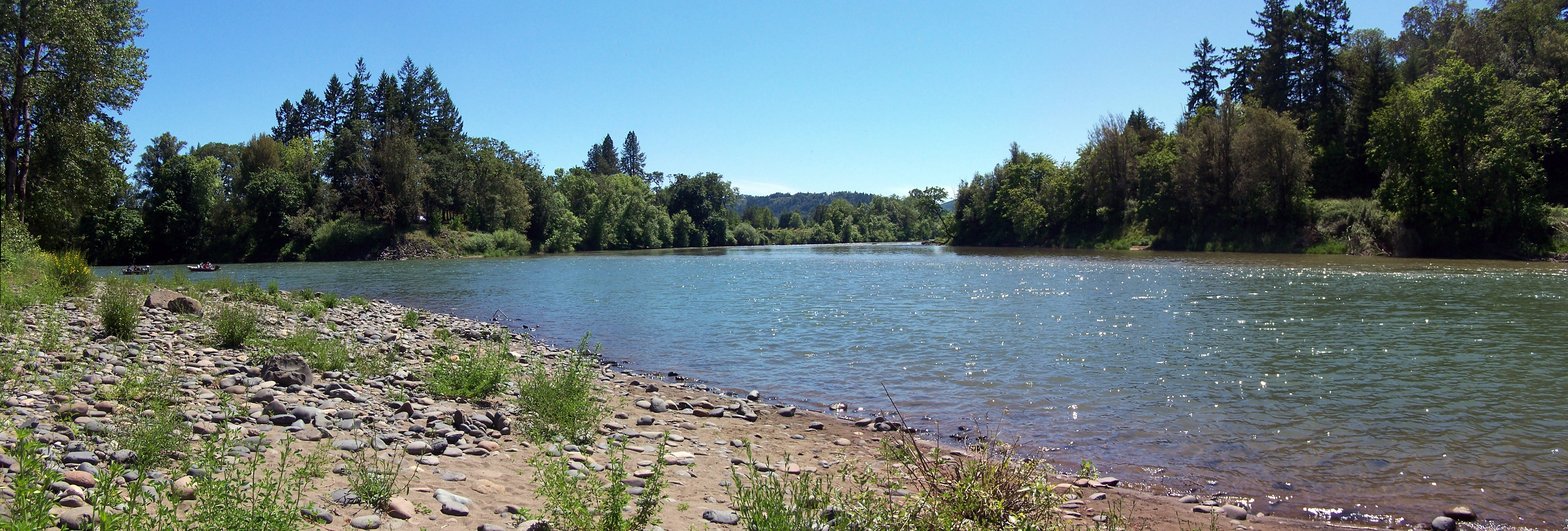
منابع نهر أمبكوا عند التقاء أمبكوا الشمالي (يسار) وأمبكوا الجنوبي (وسط)
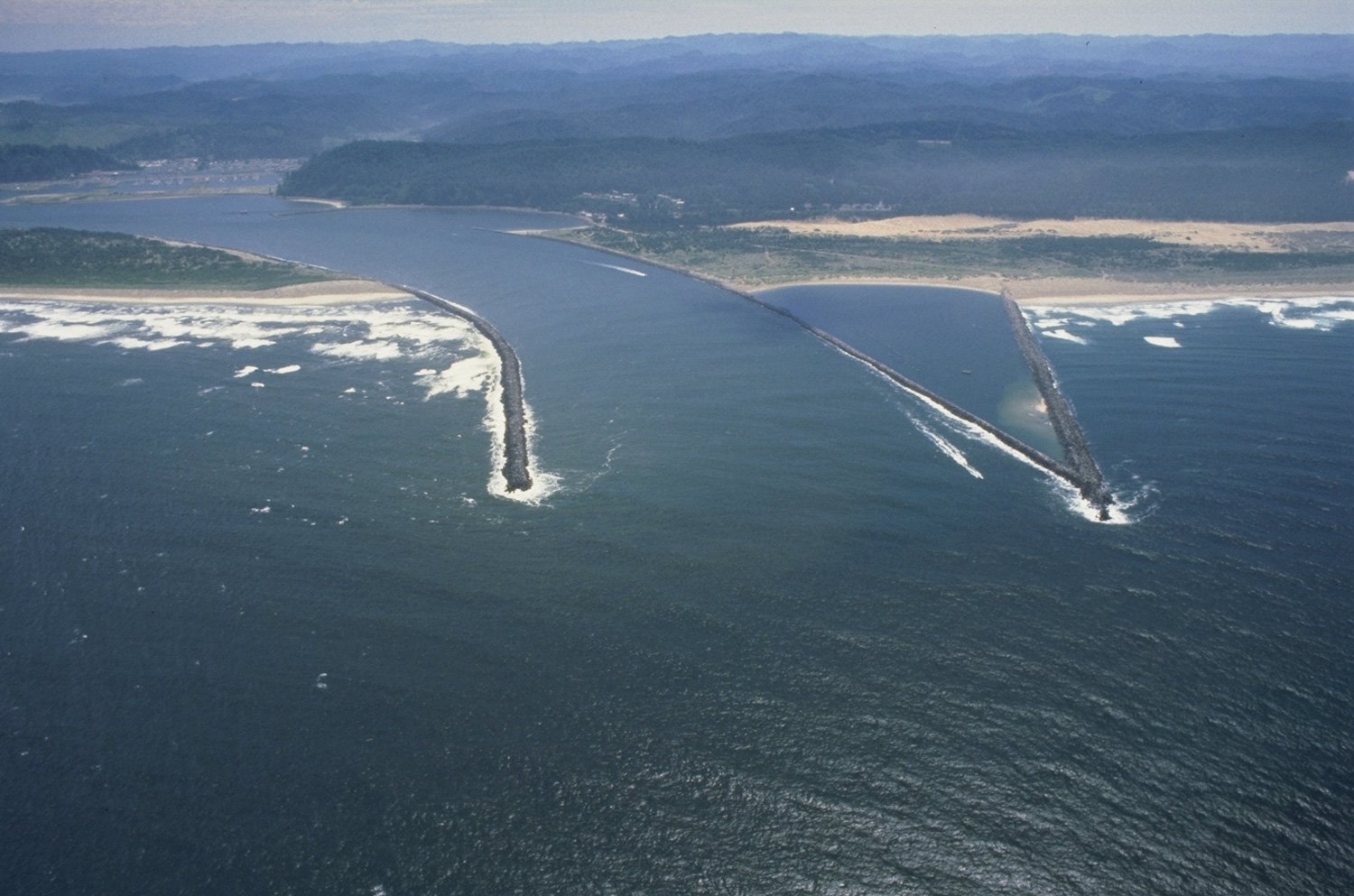
مصب نهر أمبكوا على المحيط الهادئ في خليج وينشستر

## روابط خارجية
- نهر أمبكوا في موسوعة أوريغون
- أطلس أوريغون الساحلي: مصب نهر أمبكوا
- مستكشف حوض أومبكوا من جامعة ولاية أوريغون
- فيضانات نوفمبر 1996 حتى يناير 1997 في حوض نهر أمبكوا، أوريغون هيئة المسح الجيولوجي الأمريكية